# Terroritmo
I Terroritmo sono un gruppo musicale italiano, nato nel 1991. Si tratta di un collettivo anonimo, poco incline all'esibizione della propria immagine.
Per quanto etichettato come industrial, le molteplici influenze culturali e musicali lo rendono di difficile catalogazione: elettronica, musica concreta, rumorismo si uniscono ad una ricerca di organicità, come nella musica primitiva, sciamanica.
I riferimenti presenti nelle tracce e nelle poche informazioni visive e testuali presenti nelle pubblicazioni, indicano forti influenze di alchimia, vudù ed esoterismo.
Dopo 20 anni di attività, il giorno 11-11-2011 cambiano il nome in "Wakinyan".

## Discografia

### Album di studio
| Anno | Titolo          | Etichetta     | Formato, Note                                                          |
| ---- | --------------- | ------------- | ---------------------------------------------------------------------- |
| 1999 | Heru-ra-ha      | autoprodotto  | CD, 444 ediz. numerata                                                 |
| 2003 | Serpenta        | Hau Ruck!     | 10"                                                                    |
| 2003 | Serpenta - XL23 | Hau Ruck!     | 10", edizione limitatissima di 23 copie con dipinto originale + extras |
| 2004 | A°F             | Punch Records | LP                                                                     |
| 2006 | Premonitions    | Hau Ruck!     | CD                                                                     |

### Compilation e collaborazioni
| Anno | Album                                         | Etichetta           | Formato      | Titolo traccia               |
| ---- | --------------------------------------------- | ------------------- | ------------ | ---------------------------- |
| 2005 | Der Blutharsch - When did wonderland end?     | WKN                 | CD/LP        | voci e suoni in varie tracce |
| 2007 | The perils of paradise                        | Elitepop            | 12" ed. lim. | untitled                     |
| 2008 | We're Punch Addicted                          | Punch Records       | CD           | Primavera                    |
| 2009 | Gerostenkorp - Terre Brûlée                   | Fin De Siècle       | CD           | Le prisme                    |
| 2009 | Attrition - Wrapped in the guise of my friend | Two Gods / Wax Trax | CD           | Kharb                        |